# Torneo de Reserva 2012-13
El Torneo de Reserva 2012-13 fue la septuagésimo segunda edición del certamen organizado por la Asociación del Fútbol Argentino. Participaron un total de 20 equipos, todos participantes de la Primera División 2012-13.
Los nuevos participantes fueron: River Plate y Quilmes, que regresaron tras su última participación en la temporada 2010-11. También hicieron su debut Atlético de Rafaela y San Martín de San Juan, que habían regresado al torneo en la temporada anterior, tras sus respectivas últimas presencias en las temporadas 2003-04 y 2007-08, y no habían participado hasta el momento.
El torneo consagró campeón por primera vez en su historia a Colón, tras vencer por 4 a 1 a Independiente a falta de un partido.

## Equipos participantes
Los 20 equipos que participaron en la edición son:
| Equipo              | Ciudad       | Estadio                                             | Capacidad     |
| ------------------- | ------------ | --------------------------------------------------- | ------------- |
| All Boys            | Buenos Aires | Islas Malvinas                                      | 12.199        |
| Argentinos Juniors  | Buenos Aires | Diego Armando Maradona                              | 25.000        |
| Arsenal             | Sarandí      | Julio Humberto Grondona                             | 16.300        |
| Atlético de Rafaela | Rafaela      | Nuevo Monumental                                    | 16.000        |
| Belgrano            | Córdoba      | Julio César Villagra Mario Alberto Kempes           | 28.000 57.000 |
| Boca Juniors        | Buenos Aires | Alberto J. Armando                                  | 49.000        |
| Colón               | Santa Fe     | Brigadier General Estanislao López                  | 47.000        |
| Estudiantes         | La Plata     | Ciudad de La Plata                                  | 53.000        |
| Godoy Cruz          | Mendoza      | Malvinas Argentinas                                 | 40.268        |
| Independiente       | Avellaneda   | Libertadores de América                             | 41.637        |
| Lanús               | Lanús        | Ciudad de Lanús - Néstor Díaz Pérez                 | 46.519        |
| Newell's Old Boys   | Rosario      | Marcelo Bielsa                                      | 38.095        |
| Quilmes             | Quilmes      | Centenario Dr. José Luis Meiszner                   | 33.000        |
| Racing              | Avellaneda   | Presidente Perón                                    | 50.000        |
| River Plate         | Buenos Aires | Antonio Vespucio Liberti                            | 61.321        |
| San Lorenzo         | Buenos Aires | Pedro Bidegain                                      | 43.963        |
| San Martín          | San Juan     | Ingeniero Hilario Sánchez San Juan del Bicentenario | 19.500 25.286 |
| Tigre               | Victoria     | José Dellagiovanna                                  | 30.000        |
| Unión               | Santa Fe     | 15 de Abril                                         | 22.852        |
| Vélez Sarsfield     | Buenos Aires | José Amalfitani                                     | 49.540        |

### Distribución geográfica de los equipos
| Región                 | Cant. | Equipos                                                                                |
| ---------------------- | ----- | -------------------------------------------------------------------------------------- |
| Conurbano bonaerense   | 6     | Arsenal, Independiente, Lanús, Quilmes, Racing y Tigre                                 |
| Ciudad de Buenos Aires | 6     | All Boys, Argentinos Juniors, Boca Juniors, River Plate, San Lorenzo y Vélez Sarsfield |
| Provincia de Santa Fe  | 4     | Atlético de Rafaela, Colón, Newell's Old Boys y Unión                                  |
| Ciudad de La Plata     | 1     | Estudiantes                                                                            |
| Provincia de Córdoba   | 1     | Belgrano                                                                               |
| Provincia de Mendoza   | 1     | Godoy Cruz                                                                             |
| Provincia de San Juan  | 1     | San Martín                                                                             |

## Sistema de disputa
Se llevó a cabo en una dos ruedas, por el sistema de todos contra todos, invirtiendo la localía y consagró un campeón. La tabla final de posiciones del torneo se estableció por acumulación de puntos.

## Tabla de posiciones
| Pos. | Equipo                   | Pts. | PJ | PG | PE | PP | GF | GC | Dif. |
| ---- | ------------------------ | ---- | -- | -- | -- | -- | -- | -- | ---- |
| 1.º  | Colón                    | 70   | 38 | 21 | 7  | 10 | 65 | 38 | 27   |
| 2.º  | Argentinos Juniors       | 66   | 38 | 19 | 9  | 10 | 56 | 49 | 7    |
| 3.º  | Independiente            | 64   | 38 | 17 | 13 | 8  | 55 | 48 | 7    |
| 4.º  | Racing                   | 62   | 38 | 17 | 11 | 10 | 50 | 39 | 11   |
| 5.º  | San Lorenzo de Almagro   | 62   | 38 | 18 | 8  | 12 | 55 | 45 | 10   |
| 6.º  | River Plate              | 58   | 37 | 17 | 7  | 13 | 53 | 40 | 13   |
| 7.º  | All Boys                 | 58   | 38 | 15 | 13 | 10 | 57 | 46 | 11   |
| 8.º  | Boca Juniors             | 57   | 38 | 16 | 9  | 13 | 45 | 38 | 7    |
| 9.º  | Newell's Old Boys        | 51   | 38 | 12 | 15 | 11 | 53 | 42 | 11   |
| 10.º | Quilmes                  | 51   | 38 | 13 | 12 | 13 | 57 | 53 | 4    |
| 11.º | Vélez Sarsfield          | 49   | 37 | 11 | 16 | 10 | 42 | 39 | 3    |
| 12.º | Arsenal                  | 49   | 38 | 13 | 10 | 15 | 40 | 43 | −3   |
| 13.º | Lanús                    | 47   | 38 | 11 | 14 | 13 | 47 | 44 | 3    |
| 14.º | Belgrano                 | 47   | 38 | 12 | 11 | 15 | 54 | 58 | −4   |
| 15.º | Tigre                    | 46   | 38 | 12 | 10 | 16 | 39 | 55 | −16  |
| 16.º | Atlético de Rafaela      | 43   | 36 | 12 | 7  | 17 | 56 | 67 | −11  |
| 17.º | Unión                    | 39   | 38 | 10 | 9  | 19 | 38 | 59 | −21  |
| 18.º | Godoy Cruz Antonio Tomba | 36   | 37 | 9  | 9  | 19 | 36 | 52 | −16  |
| 19.º | Estudiantes de La Plata  | 36   | 37 | 7  | 15 | 15 | 36 | 55 | −19  |
| 20.º | San Martín (SJ)          | 32   | 38 | 7  | 11 | 20 | 42 | 66 | −24  |